# Бюро национальных расследований
Бюро национальных расследований (англ. Bureau of National Investigations, BNI) — агентство внутренних расследований Ганы. В задачи BNI входит: борьба с организованной преступностью и обеспечение разведки по противодействию угрозам национальной безопасности. BNI юридически является агентством по обеспечению безопасности и разведки (закон 526-й, 1996 год). Штаб-квартира BNI находится в Норт-Ридж, в Аккре.